# Franco Maria Malfatti
Franco Maria Malfatti, född 13 juni 1927 i Rom, död 10 december 1991 i Rom, var en italiensk politiker. 

## Biografi
Malfatti representerade det kristdemokratiska partiet Democrazia Cristiana och var minister för post- och telekommunikationer 1970. Han var därpå Europeiska kommissionens ordförande 1970–1972 (Kommissionen Malfatti). Därefter var han utbildningsminister 1973–1978, finansminister 1978–1979 och utrikesminister 1979–1980 samt ledamot av Europaparlamentet på 1980-talet.